# Distrito de Saumur
El distrito de Saumur es un distrito (en francés arrondissement) de Francia, que se localiza en el departamento de Maine y Loira (en francés Maine-et-Loire), de la región de Países del Loira. Cuenta con 10 cantones y 112 comunas.

## División territorial

### Cantones
Los cantones del distrito de Saumur son:
1. Cantón de Allonnes
2. Cantón de Baugé
3. Cantón de Doué-la-Fontaine
4. Cantón de Gennes
5. Cantón de Longué-Jumelles
6. Cantón de Montreuil-Bellay
7. Cantón de Noyant
8. Cantón de Saumur-Nord
9. Cantón de Saumur-Sud
10. Cantón de Vihiers

### Comunas
| 1. Allonnes (49002)                  | 2. Ambillou-Château (49003)             | 3. Antoigné (49009)                  | 4. Artannes-sur-Thouet (49011)            |
| 5. Aubigné-sur-Layon (49012)         | 6. Auverse (49013)                      | 7. Baugé (49018)                     | 8. Blou (49030)                           |
| 9. Bocé (49031)                      | 10. Brain-sur-Allonnes (49041)          | 11. Breil (49044)                    | 12. La Breille-les-Pins (49045)           |
| 13. Brigné (49047)                   | 14. Broc (49052)                        | 15. Brossay (49053)                  | 16. Brézé (49046)                         |
| 17. Cernusson (49057)                | 18. Les Cerqueux-sous-Passavant (49059) | 19. Chacé (49060)                    | 20. Chalonnes-sous-le-Lude (49062)        |
| 21. Chartrené (49079)                | 22. Chavaignes (49087)                  | 23. Chemellier (49091)               | 24. Cheviré-le-Rouge (49097)              |
| 25. Chigné (49098)                   | 26. Chênehutte-Trèves-Cunault (49094)   | 27. Cizay-la-Madeleine (49100)       | 28. Clefs (49101)                         |
| 29. Cléré-sur-Layon (49102)          | 30. Concourson-sur-Layon (49104)        | 31. Coron (49109)                    | 32. Le Coudray-Macouard (49112)           |
| 33. Courchamps (49113)               | 34. Courléon (49114)                    | 35. Coutures (49115)                 | 36. Cuon (49116)                          |
| 37. Distré (49123)                   | 38. Doué-la-Fontaine (49125)            | 39. Dénezé-sous-Doué (49121)         | 40. Dénezé-sous-le-Lude (49122)           |
| 41. Fontevraud-l'Abbaye (49140)      | 42. Forges (49141)                      | 43. La Fosse-de-Tigné (49142)        | 44. Fougeré (49143)                       |
| 45. Gennes (49149)                   | 46. Genneteil (49150)                   | 47. Grézillé (49154)                 | 48. Le Guédeniau (49157)                  |
| 49. La Lande-Chasles (49171)         | 50. Lasse (49173)                       | 51. Linières-Bouton (49175)          | 52. Longué-Jumelles (49180)               |
| 53. Louerre (49181)                  | 54. Louresse-Rochemenier (49182)        | 55. Martigné-Briand (49191)          | 56. Meigné (49198)                        |
| 57. Meigné-le-Vicomte (49197)        | 58. Montfort (49207)                    | 59. Montilliers (49211)              | 60. Montpollin (49213)                    |
| 61. Montreuil-Bellay (49215)         | 62. Montsoreau (49219)                  | 63. Mouliherne (49221)               | 64. Méon (49202)                          |
| 65. Neuillé (49224)                  | 66. Noyant (49228)                      | 67. Noyant-la-Plaine (49230)         | 68. Nueil-sur-Layon (49232)               |
| 69. Parnay (49235)                   | 70. Parçay-les-Pins (49234)             | 71. Passavant-sur-Layon (49236)      | 72. La Pellerine (49237)                  |
| 73. La Plaine (49240)                | 74. Pontigné (49245)                    | 75. Le Puy-Notre-Dame (49253)        | 76. Les Rosiers-sur-Loire (49261)         |
| 77. Rou-Marson (49262)               | 78. Saint-Clément-des-Levées (49272)    | 79. Saint-Cyr-en-Bourg (49274)       | 80. Saint-Georges-des-Sept-Voies (49279)  |
| 81. Saint-Georges-sur-Layon (49282)  | 82. Saint-Just-sur-Dive (49291)         | 83. Saint-Macaire-du-Bois (49302)    | 84. Saint-Martin-d'Arcé (49303)           |
| 85. Saint-Martin-de-la-Place (49304) | 86. Saint-Paul-du-Bois (49310)          | 87. Saint-Philbert-du-Peuple (49311) | 88. Saint-Quentin-lès-Beaurepaire (49315) |
| 89. La Salle-de-Vihiers (49325)      | 90. Saumur (49328)                      | 91. Somloire (49336)                 | 92. Souzay-Champigny (49341)              |
| 93. Tancoigné (49342)                | 94. Le Thoureil (49346)                 | 95. Tigné (49348)                    | 96. Trémont (49356)                       |
| 97. Turquant (49358)                 | 98. Les Ulmes (49359)                   | 99. Varennes-sur-Loire (49361)       | 100. Varrains (49362)                     |
| 101. Vaudelnay (49364)               | 102. Vaulandry (49380)                  | 103. Les Verchers-sur-Layon (49365)  | 104. Vernantes (49368)                    |
| 105. Vernoil-le-Fourrier (49369)     | 106. Verrie (49370)                     | 107. Le Vieil-Baugé (49372)          | 108. Vihiers (49373)                      |
| 109. Villebernier (49374)            | 110. Vivy (49378)                       | 111. Échemiré (49128)                | 112. Épieds (49131)                       |